# (21003) 1987 YV1
1987 واي في 1 (ويعرف أيضًا باسم (21003) 1987 واي في 1 وفق تسمية الكوكب الصغير) (بالإنجليزية: 1987 YV1)‏ هو كويكب ضمن حزام الكويكبات؛ وترتيبه 21003 من حيث الاكتشاف.
اكتُشف هذا الجُرم الفلكي بواسطة إيريك والتر إلست في 17 ديسمبر 1987.

## وصلات خارجية
- (21003) 1987 YV1 في قاعدة بيانات مختبر الدفع النفاث لأجرام النظام الشمسي الصغيرة

- الاكتشاف · مخطط المدار ·  العناصر المدارية · المعلمات المادية

- (21003) 1987 YV1 على موقع ويكي سكاي: DSS2, SDSS, GALEX, IRAS, Hydrogen α, X-Ray, Astrophoto, Sky Map, Articles and images